# Dominik Klein
Dominik Walter Roland Klein (* 16. Dezember 1983 in Miltenberg) ist ein ehemaliger deutscher Handballspieler. Der Linksaußen wurde mit der deutschen Handballnationalmannschaft bei der Weltmeisterschaft 2007 in Deutschland Weltmeister.

## Karriere

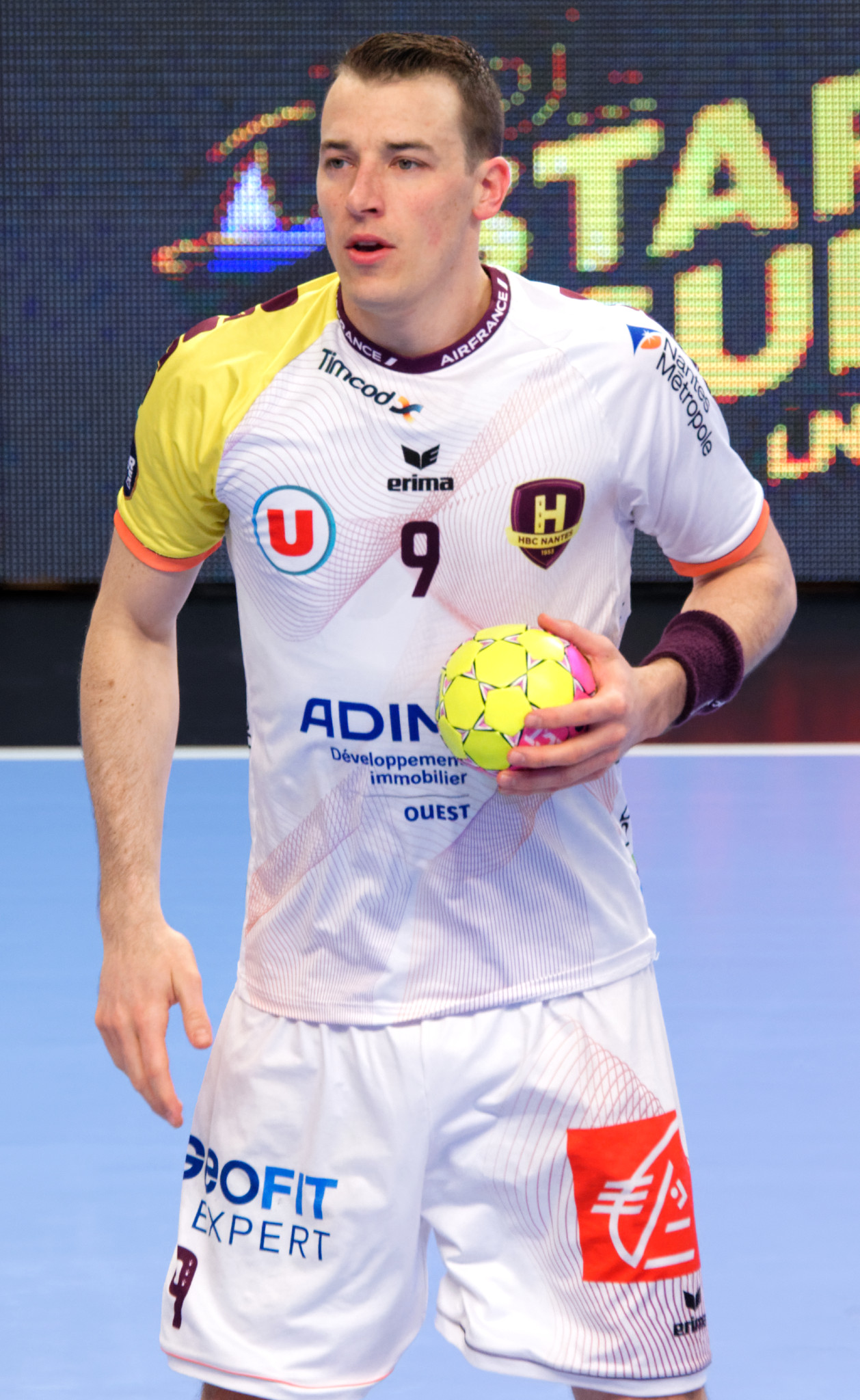
Dominik Klein 2018

Dominik „Mini“ Klein begann mit dem Handballspiel bei der TUSPO Obernburg, wechselte 2002 von dort zum TV Großwallstadt und 2003 zur SG Wallau/Massenheim. 2005 interessierte sich der THW Kiel für ihn. Da aber der Kader des THW für die Saison schon ausreichend besetzt war und die SG Wallau/Massenheim am Ende der Saison als Zwangsabsteiger feststand, wechselte er für ein Jahr noch einmal nach Großwallstadt. 2006 kam er dann nach Kiel.
Sein Länderspieldebüt gab er am 4. Januar 2003 in Stuttgart gegen die Ungarische Nationalmannschaft. Einen seiner größten Erfolge feierte er am 4. Februar 2007 mit der deutschen Handballnationalmannschaft mit dem Gewinn der Weltmeisterschaft in Deutschland. Für diesen Triumph wurde er mit dem Silbernen Lorbeerblatt ausgezeichnet. Zudem gewann Klein in der Saison 2006/07 alle relevanten deutschen Titel. Die EHF Champions League konnte Klein in der Saison 2006/07, 2009/10 und 2011/12 gewinnen. Außerdem gewann er mit dem THW 2007, 2008, 2009, 2010, 2012, 2013, 2014 und 2015 den deutschen Meistertitel sowie den DHB-Pokal 2007, 2008, 2009, 2011, 2012 und 2013.
Im Dezember 2013 verlängerte er seinen Vertrag beim THW Kiel bis zum 30. Juni 2016. Anschließend wechselte er zum französischen Erstligisten HBC Nantes. Mit Nantes gewann er 2017 den französischen Pokal und erreichte 2018 zum siebten Mal das Endspiel in der Champions League. Im Sommer 2018 beendete er seine Karriere.
2015 wurde Klein in Würdigung seiner Karriere vom schleswig-holsteinischen Ministerpräsidenten Torsten Albig mit der Sportplakette des Landes Schleswig-Holstein ausgezeichnet.

## Erfolge
- Nationalmannschaft
  - Teilnahme an der Junioren-WM 2003
  - 5. Platz bei der Europameisterschaft 2006
  - Weltmeister 2007
  - 4. bei der Handball-Europameisterschaft der Männer 2008 in Norwegen
  - 9. Platz bei den Olympischen Spielen 2008
  - 5. Platz bei der Weltmeisterschaft 2009
- THW Kiel
  - Schlecker Cup 2006, 2007, 2009, 2010 und 2011
  - DHB-Pokalsieger 2007, 2008, 2009, 2011, 2012 und 2013
  - Champions-League-Sieger 2007, 2010 und 2012
  - Champions-League-Finalteilnahme 2008, 2009 und 2014
  - Deutscher Meister 2007, 2008, 2009, 2010, 2012, 2013, 2014 und 2015
  - DHB-Supercup 2007, 2008, 2011, 2012 und 2014
  - Super-Globe-Sieger 2011
  - EHF-Champions-Trophy-Sieger 2007
- HBC Nantes
  - Französischer Pokalsieger 2017
  - EHF-Champions-League-Finalist 2018

## Bundesligastatistik

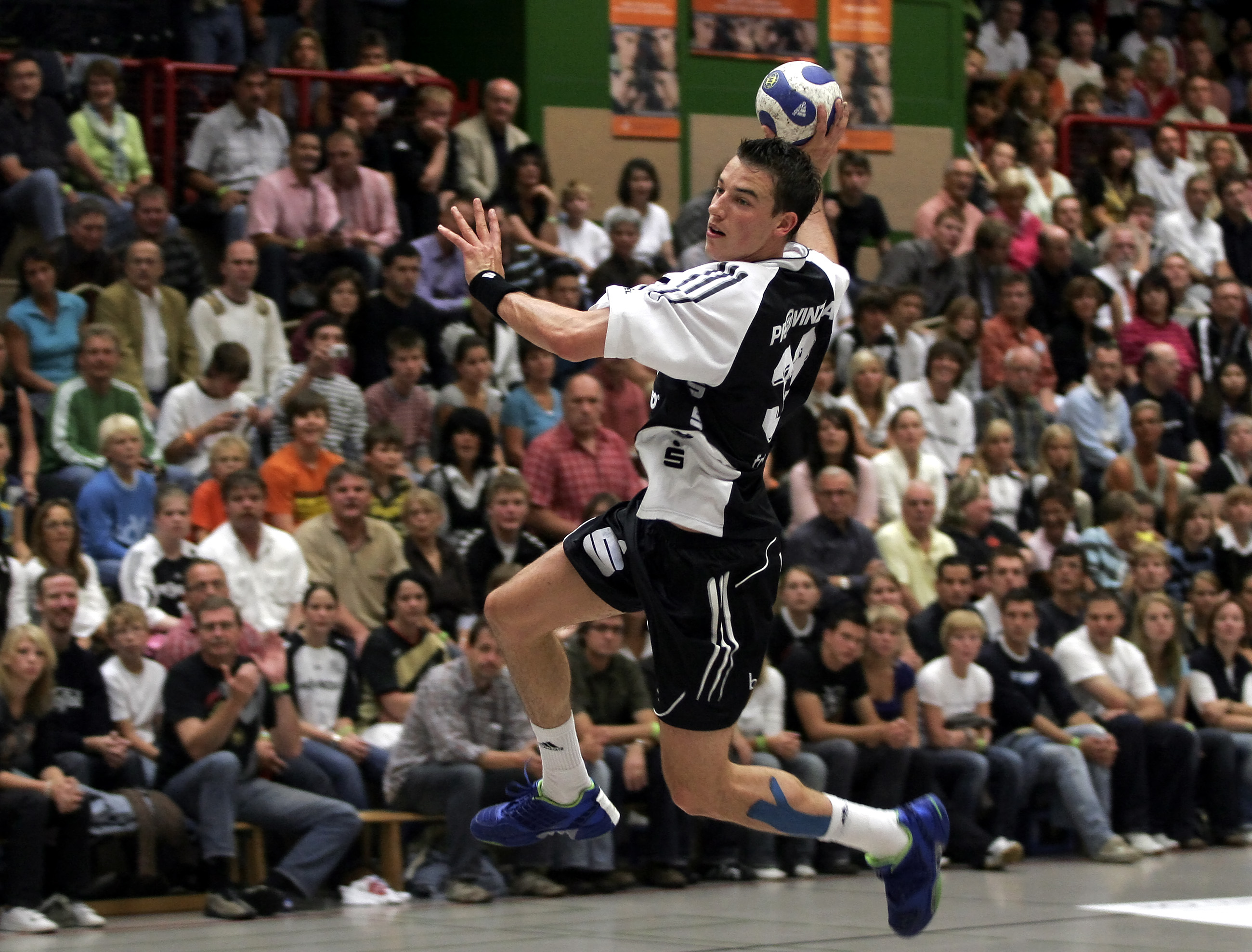
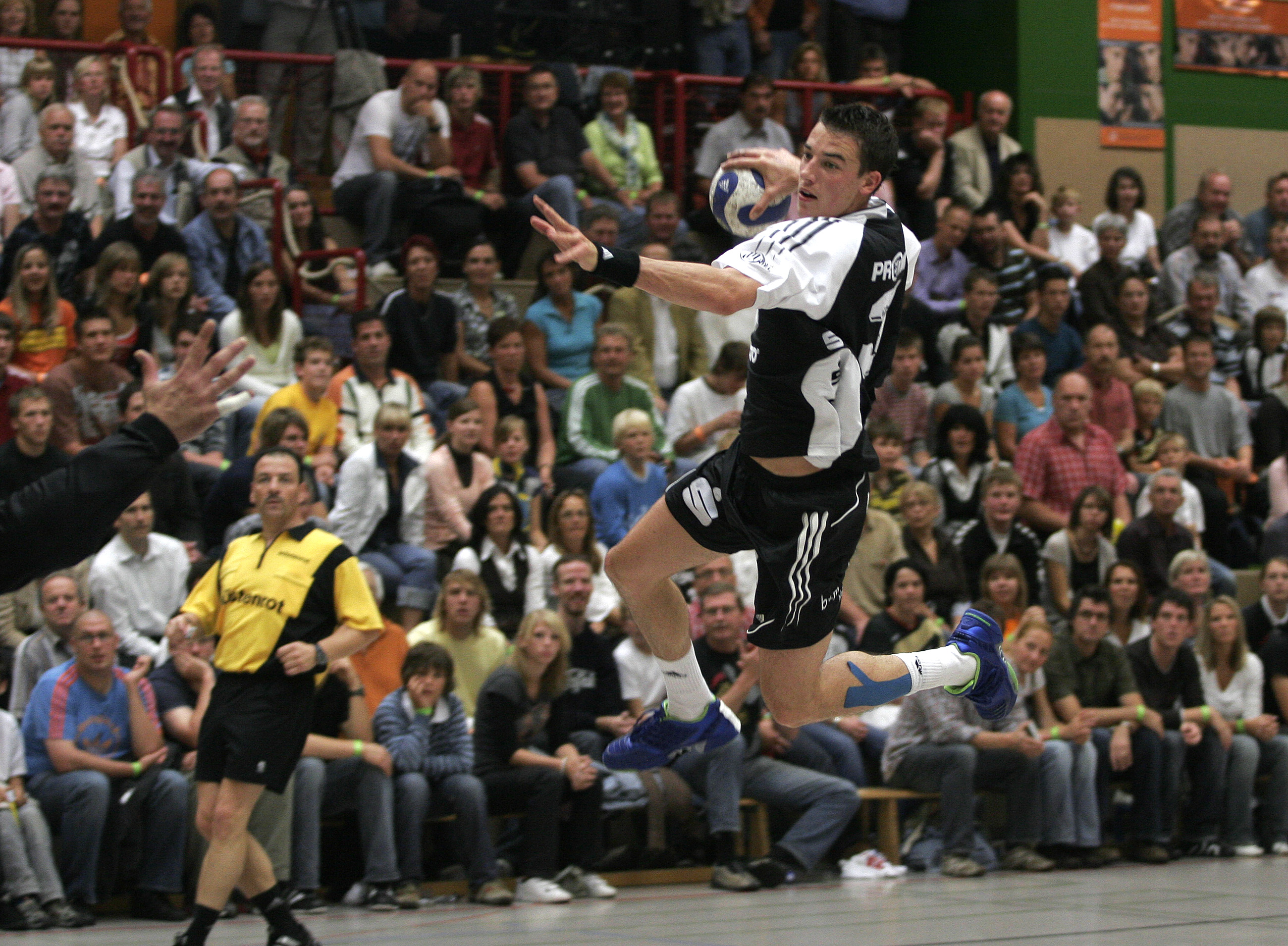
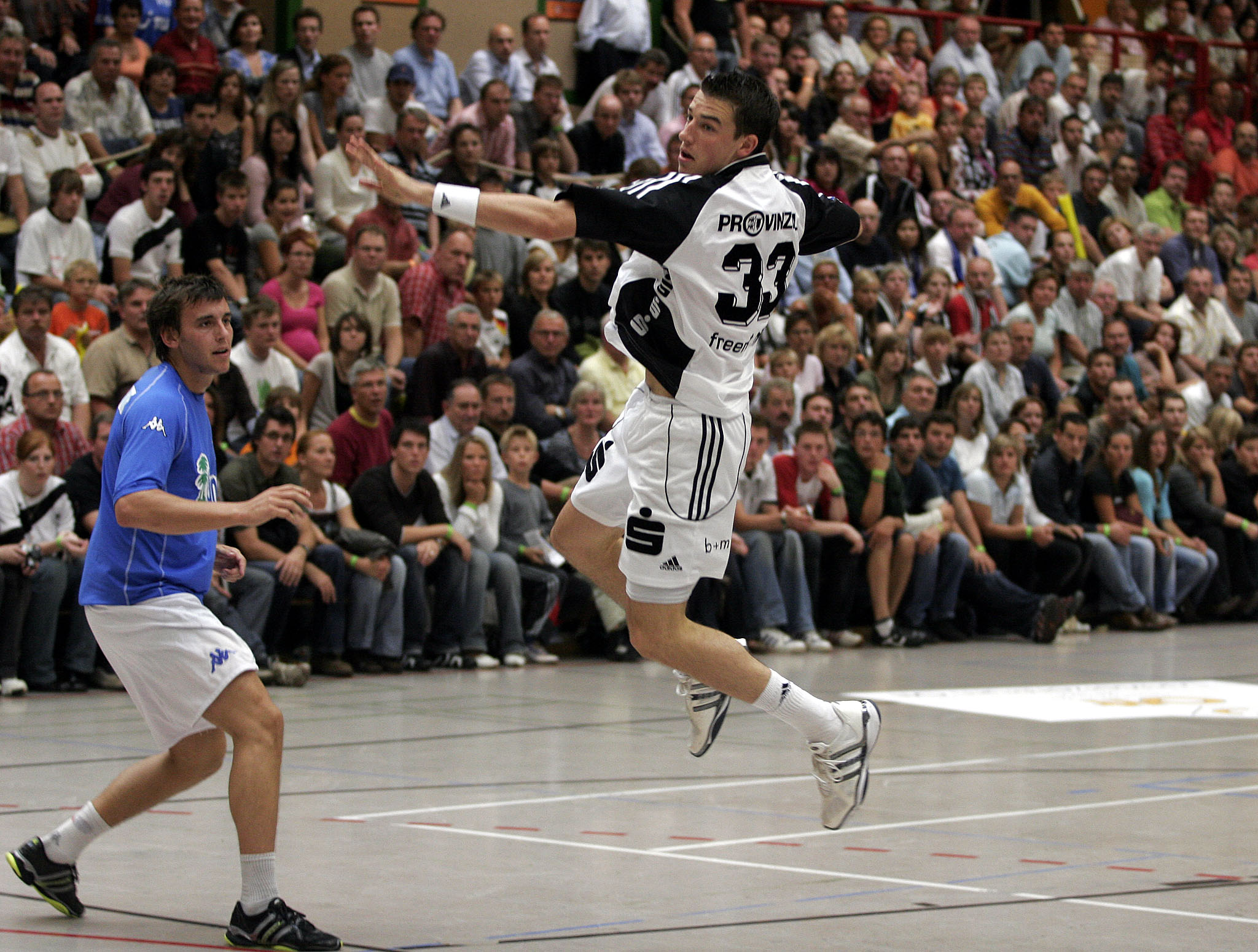
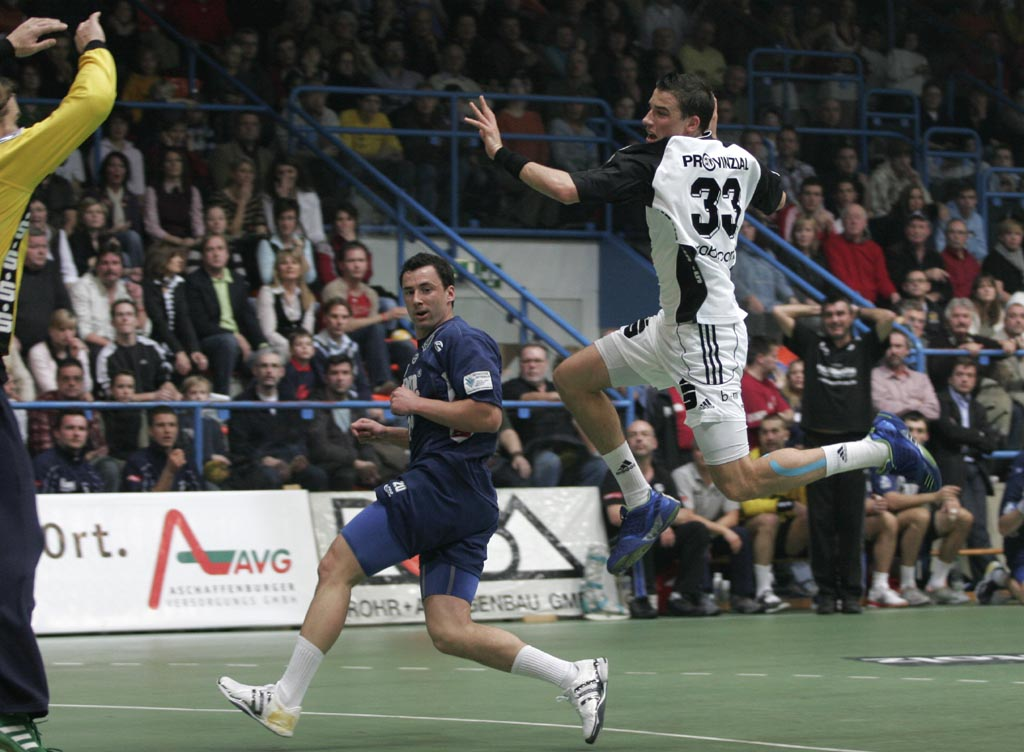
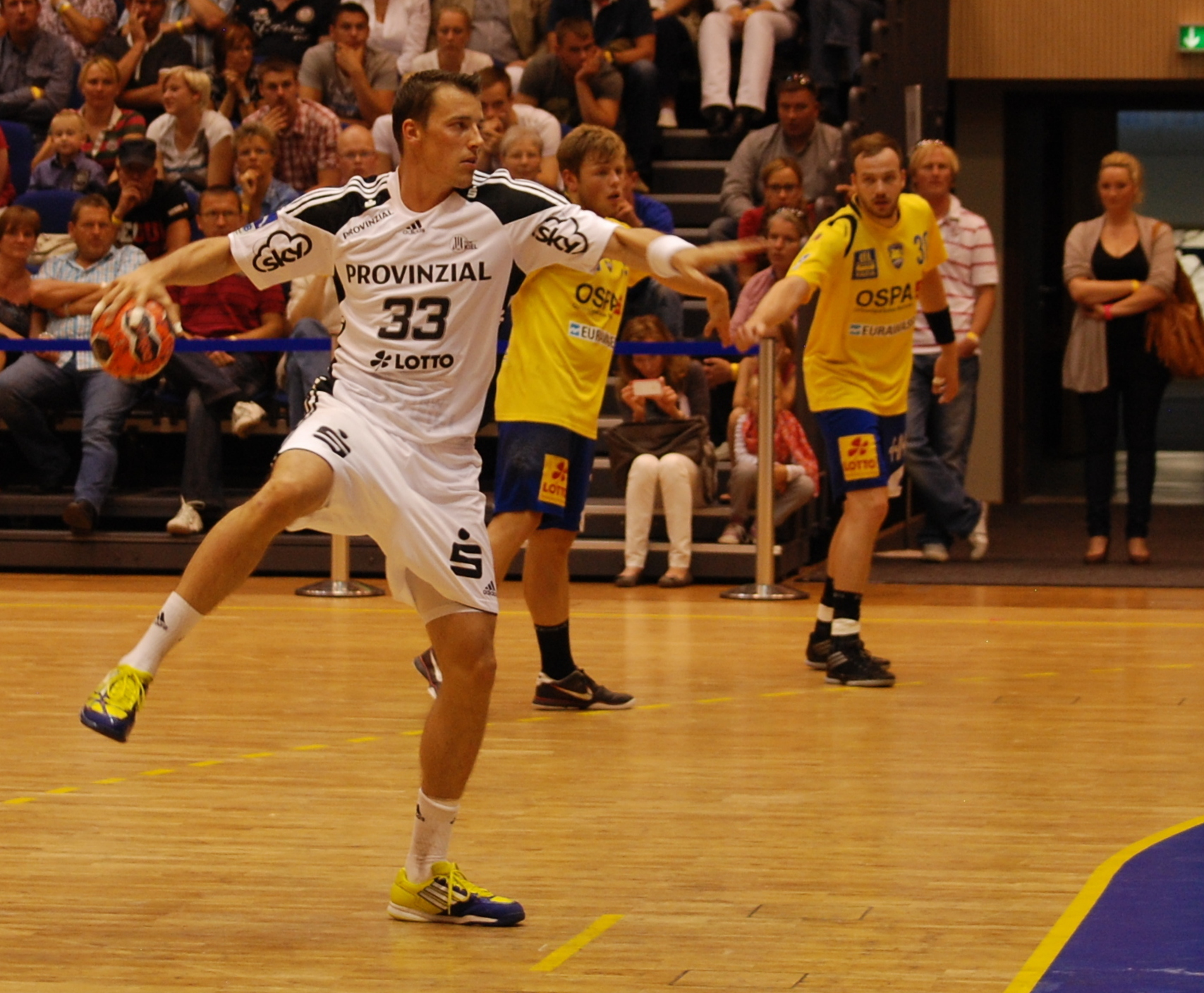

| Saison    | Verein               | Liga              | Spiele | Tore | 7-Meter | Feldtore |
| --------- | -------------------- | ----------------- | ------ | ---- | ------- | -------- |
| 2001/02   | TUSPO Obernburg      | 2. Bundesliga Süd | 33     | 135  | 0       | 135      |
| 2002/03   | TV Großwallstadt     | 1. Bundesliga     | 17     | 13   | 0       | 13       |
| 2002/03   | TUSPO Obernburg      | 2. Bundesliga Süd | 32     | 166  | 26      | 140      |
| 2003/04   | SG Wallau/Massenheim | 1. Bundesliga     | 20     | 64   | 11      | 53       |
| 2003/04   | TUSPO Obernburg      | 2. Bundesliga Süd | 31     | 145  | 15      | 130      |
| 2004/05   | SG Wallau/Massenheim | 1. Bundesliga     | 33     | 151  | 30      | 121      |
| 2004/05   | TUSPO Obernburg      | 2. Bundesliga Süd | 25     | 143  | 34      | 109      |
| 2005/06   | TV Großwallstadt     | 1. Bundesliga     | 13     | 133  | 32      | 101      |
| 2005/06   | TUSPO Obernburg      | 2. Bundesliga Süd | 16     | 20   | 3       | 17       |
| 2006/07   | THW Kiel             | 1. Bundesliga     | 34     | 144  | 1       | 143      |
| 2007/08   | THW Kiel             | 1. Bundesliga     | 34     | 89   | 1       | 88       |
| 2008/09   | THW Kiel             | 1. Bundesliga     | 32     | 88   | 0       | 88       |
| 2009/10   | THW Kiel             | 1. Bundesliga     | 33     | 95   | 0       | 95       |
| 2010/11   | THW Kiel             | 1. Bundesliga     | 32     | 78   | 0       | 78       |
| 2011/12   | THW Kiel             | 1. Bundesliga     | 34     | 89   | 1       | 88       |
| 2012/13   | THW Kiel             | 1. Bundesliga     | 32     | 64   | 0       | 64       |
| 2013/14   | THW Kiel             | 1. Bundesliga     | 33     | 34   | 0       | 34       |
| 2014/15   | THW Kiel             | 1. Bundesliga     | 27     | 77   | 0       | 77       |
| 2015/16   | THW Kiel             | 1. Bundesliga     | 14     | 28   | 0       | 28       |
| 2001–2006 | gesamt               | 2. Bundesliga     | 137    | 609  | 78      | 531      |
| 2002–2016 | gesamt               | 1. Bundesliga     | 388    | 1147 | 76      | 1071     |

## Privates
Am 3. Juli 2009 heiratete Klein in Bensheim seine langjährige Freundin Isabell Nagel, die zuletzt in Frankreich bei Nantes Loire Atlantique Handball und in der Nationalmannschaft aktiv war. Am 23. Februar 2014 wurden sie Eltern eines Jungen. Im Jahr 2018 kam eine Tochter zur Welt.

## Fernsehexperte
Klein ist regelmäßig als ARD-Experte bei Handballübertragungen im Einsatz, so auch bei den Übertragungen der Handball-EM 2020, der EM 2022 und der EM 2024.

## Soziales Engagement
Zum aktuellen sozialen Engagement von Dominik Klein in der Corona-Pandemie gehört seit Februar 2021 die Förderung der neuen Partnerschaft des Bayerischen Handball-Verbands und der Stiftung Deutsche Krebshilfe. Gemeinsames Ziel sei, künftig Handballbegeisterte vermehrt auf die positiven Effekte von regelmäßiger körperlicher Aktivität hinzuweisen und das Bewusstsein für eine gesunde Lebensweise zu stärken, erklärte der BHV-Geschäftsführer.
Seit 2006 ist Dominik Klein „Schutzengel“, also Botschafter für den Mukoviszidose e. V. Außerdem unterstützt er die Joachim-Deckarm-Stiftung als Botschafter für den Joachim-Deckarm-Fonds. Des Weiteren war er Botschafter der Bewerbung für die Olympischen und Paralympischen Winterspiele 2018 in München. Ebenfalls seit 2018 ist er Botschafter der Mitmach-Initiative „Kinder stark machen“ von der Bundeszentrale für gesundheitliche Aufklärung (BZgA).